# So Far, So Good... So What!
So Far, So Good... So What! treći je studijski album američkog thrash metal sastava Megadeth. Objavljen je 19. siječnja 1988. godine zajedno s glavnim singlovima "Anarchy in the U.K.", "Mary Jane", "In My Darkest Hour" i "Liar".
Ovaj album sadrži jednu od prvih pjesama koje je Dave Mustaine napisao za Megadeth: "Set the World Afire", prvu pjesmu koju je napisao nakon što je bio izbačen iz  Metallice, u kojoj je bio član od 1982. do 1983. godine, neposredno prije izlaska prvog Metallicinog albuma Kill 'Em All. "In My Darkest Hour" je Mustaine napisao kratko nakon smrti Metallicinog basista  Cliffa Burtona.

## Popis pjesama
| 1.    | »Into the Lungs of Hell« (instrumental)                          | Dave Mustaine           | Mustaine                               | 3:23 |
| 2.    | »Set the World Afire«                                            | Mustaine                | Mustaine                               | 5:48 |
| 3.    | »Anarchy in the U.K.« (sa Steveom Jonesom (obrada Sex Pistolsa)) | Johnny Rotten           | Rotten, Jones, Glen Matlock, Paul Cook | 3:01 |
| 4.    | »Mary Jane«                                                      | Mustaine, Dave Ellefson | Mustaine                               | 4:25 |
| 5.    | »502«                                                            | Mustaine                | Mustaine                               | 3:29 |
| 6.    | »In My Darkest Hour« (6:26 na reizdanju iz 2004.)                | Mustaine, Ellefson      | Mustaine                               | 6:20 |
| 7.    | »Liar«                                                           | Mustaine                | Mustaine, Ellefson                     | 3:20 |
| 8.    | »Hook in Mouth«                                                  | Mustaine                | Mustaine, Ellefson                     | 4:49 |
| 34:26 |                                                                  |                         |                                        |      |

## Zasluge
| Megadeth - Dave Mustaine – glavni vokali, glavna gitara, ritam gitara, akustična gitara - David Ellefson – bas-gitara, prateći vokali - Jeff Young – glavna gitara, ritam gitara, akustična gitara - Chuck Behler – bubnjevi, udaraljke Dodatni glazbenici - Steve Jones – gitarska solistička dionica (na pjesmi "Anarchy in U.K.") |  | Ostalo osoblje - Dave Mustaine – produciranje, inženjer zvuka - Paul Lani – producent - Michael Wagener – miksanje - Stephen Marcussen – mastering - Tim Carr – izvršni producent - Matt Freeman – asistent inženjera zvuka |